# 夏季残疾人奥林匹克运动会轮椅网球比赛
轮椅网球于1988年首次作为表演项目在夏季帕拉林匹克運動會上进行，当时共设两个项目（男子单打和女子单打）。它于1992年成为正式的奥运项目，此后每届夏季残奥会都有轮椅网球比赛。从1992年至2000年期间只有四个项目，2004年又增加了四肢残疾组单打和双打四项赛（男女混合）。

## 摘要
| 运动会 | 举办年 | 项目 | 表现最好的代表团 |
| ------ | ------ | ---- | ---------------- |
| 1      |        |      |                  |
| 2      |        |      |                  |
| 3      |        |      |                  |
| 4      |        |      |                  |
| 5      |        |      |                  |
| 6      |        |      |                  |
| 7      |        |      |                  |
| 8      | 1988   | 2    | 荷兰             |
| 9      | 1992   | 4    | 荷兰             |
| 10     | 1996   | 4    | 荷兰             |
| 11     | 2000   | 4    | 荷兰             |
| 12     | 2004   | 6    | 荷兰             |
| 13     | 2008   | 6    | 荷兰             |
| 14     | 2012   | 6    | 荷兰             |
| 15     | 2016   | 6    | 荷兰             |
| 16     | 2020   | 6    | 荷兰             |
| 17     | 2024   | 6    | 日本             |

## 比赛项目
每届残奥会都有6个比赛项目。1988年夏季帕拉林匹克運動會作为表演项目只举行男子和女子单打比赛。四年后，当这项运动成为正式比赛项目时，加入了男子和女子双打比赛。2004年，新增了两项四肢残疾组，与其他项目不同的是它们是男女混合项目，不过在2024年巴黎残奥会之前，只有两名女性参赛，分别是2004年的荷兰选手莫妮克·德比尔和2008年的加拿大选手莎拉·亨特，不过，荷兰选手仍然是唯一一位在残奥会上获得男女混合项目奖牌的女性，她在2004年双打比赛中获得铜牌。
目前项目：
- 男子单打
- 女子单打
- 男子双打
- 女子双打
- 四肢残疾组单打
- 四肢残疾组双打

## 历史奖牌榜
- 暂未更新2024年数据

| 排名                      | 国家 / 地区               | 金牌 | 銀牌 | 銅牌 | 总计 |
| ------------------------- | ------------------------- | ---- | ---- | ---- | ---- |
| 1                         | 荷兰（NED）               | 23   | 15   | 13   | 51   |
| 2                         | 美国（USA）               | 6    | 7    | 6    | 19   |
| 3                         | 法国（FRA）               | 6    | 4    | 7    | 17   |
| 4                         | （AUS）                   | 5    | 7    | 3    | 15   |
| 5                         | 日本（JPN）               | 4    | 2    | 6    | 12   |
| 6                         | 英国（GBR）               | 3    | 9    | 8    | 20   |
| 7                         | 瑞典（SWE）               | 1    | 2    | 0    | 3    |
| 8                         | 以色列（ISR）             | 1    | 1    | 2    | 4    |
| 9                         | 德国（GER）               | 0    | 1    | 4    | 5    |
| 10                        | 泰国（THA）               | 0    | 1    | 0    | 1    |
| 11                        | 比利时（BEL）             | 0    | 0    | 1    | 1    |
| 11                        | 瑞士（SUI）               | 0    | 0    | 1    | 1    |
| 总计（共12个国家 / 地区） | 总计（共12个国家 / 地区） | 49   | 49   | 51   | 149  |

## 历届奖牌获得者

### 男子单打
| 比赛年            | 金牌                              | 银牌                          | 铜牌                                                       |
| 1988年汉城 表演赛 | Laurent Giammartini · 法国（FRA） | Mick Connell · （AUS）        | Chip Turner · 美国（USA） · Sasson Aharoni · 以色列（ISR） |
| 1992年巴塞罗那    | Randy Snow · 美国（USA）          | Kai Schramayer · 德国（GER）  | Laurent Giammartini · 法国（FRA）                          |
| 1996年亚特兰大    | Ricky Molier · 荷兰（NED）        | Stephen Welch · 美国（USA）   | 戴维·霍尔 · （AUS）                                        |
| 2000年悉尼        | 戴维·霍尔 · （AUS）               | Stephen Welch · 美国（USA）   | Kai Schramayer · 德国（GER）                               |
| 2004年雅典        | Robin Ammerlaan · 荷兰（NED）     | 戴维·霍尔 · （AUS）           | Michaël Jérémiasz · 法国（FRA）                            |
| 2008年北京        | 国枝慎吾 · 日本（JPN）            | Robin Ammerlaan · 荷兰（NED） | 迈克尔·舍费尔斯 · 荷兰（NED）                              |
| 2012年伦敦        | 国枝慎吾 · 日本（JPN）            | 斯特凡纳·乌代 · 法国（FRA）   | Ronald Vink · 荷兰（NED）                                  |
| 2016年里约热内卢  | 戈登·里德 · 英国（GBR）           | 阿尔菲·休伊特 · 英国（GBR）   | Joachim Gérard · 比利时（BEL）                             |
| 2020年东京        | 国枝慎吾 · 日本（JPN）            | Tom Egberink · 荷兰（NED）    | 戈登·里德 · 英国（GBR）                                    |
| 2024年巴黎        | 小田凯人 · 日本（JPN）            | 阿尔菲·休伊特 · 英国（GBR）   | 古斯塔沃·费尔南德斯 · 阿根廷（ARG）                        |

### 女子单打
| 比赛年            | 金牌                                 | 银牌                                        | 铜牌                                                     |
| 1988年汉城 表演赛 | Chantal Vandierendonck · 荷兰（NED） | Monique Van Den Bosch · 荷兰（NED）         | Terry Lewis · 美国（USA） · Ellen de Lange · 荷兰（NED） |
| 1992年巴塞罗那    | Monique van den Bosch · 荷兰（NED）  | Chantal Vandierendonck · 荷兰（NED）        | Regina Isecke · 德国（GER）                              |
| 1996年亚特兰大    | Maaike Smit · 荷兰（NED）            | Monique Kalkman-van den Bosch · 荷兰（NED） | Chantal Vandierendonck · 荷兰（NED）                     |
| 2000年悉尼        | Esther Vergeer · 荷兰（NED）         | Sharon Walraven · 荷兰（NED）               | Maaike Smit · 荷兰（NED）                                |
| 2004年雅典        | Esther Vergeer · 荷兰（NED）         | Sonja Peters · 荷兰（NED）                  | Daniela Di Toro · （AUS）                                |
| 2008年北京        | Esther Vergeer · 荷兰（NED）         | Korie Homan · 荷兰（NED）                   | Florence Gravellier · 法国（FRA）                        |
| 2012年伦敦        | Esther Vergeer · 荷兰（NED）         | 阿妮克·范库特 · 荷兰（NED）                 | Jiske Griffioen · 荷兰（NED）                            |
| 2016年里约热内卢  | Jiske Griffioen · 荷兰（NED）        | 阿妮克·范库特 · 荷兰（NED）                 | 上地结衣 · 日本（JPN）                                   |
| 2020年东京        | 迪德·德赫罗特 · 荷兰（NED）          | 上地结衣 · 日本（JPN）                      | Jordanne Whiley · 英国（GBR）                            |
| 2024年巴黎        | 上地结衣 · 日本（JPN）               | 迪德·德赫罗特 · 荷兰（NED）                 | 阿妮克·范库特 · 荷兰（NED）                              |

### 四肢组单打
| 比赛年           | 金牌                          | 银牌                          | 铜牌                          |
| 2004年雅典       | Peter Norfolk · 英国（GBR）   | 戴维·瓦格纳 · 美国（USA）     | Bas van Erp · 荷兰（NED）     |
| 2008年北京       | Peter Norfolk · 英国（GBR）   | Johan Andersson · 瑞典（SWE） | 戴维·瓦格纳 · 美国（USA）     |
| 2012年伦敦       | Noam Gershony · 以色列（ISR） | 戴维·瓦格纳 · 美国（USA）     | Nicholas Taylor · 美国（USA） |
| 2016年里约热内卢 | 迪伦·奥尔科特 · （AUS）       | 安迪·拉普索恩 · 英国（GBR）   | 戴维·瓦格纳 · 美国（USA）     |
| 2020年东京       | 尼尔斯·芬克 · 荷兰（NED）     | 萨姆·施罗德 · 荷兰（NED）     | 盖伊·萨松 · 以色列（ISR）     |
| 2024年巴黎       | 上地结衣 · 日本（JPN）        | 迪德·德赫罗特 · 荷兰（NED）   | 阿妮克·范库特 · 荷兰（NED）   |

### 男子双打
| 比赛年           | 金牌                                            | 银牌                                                 | 铜牌                                                  |
| 1992年巴塞罗那   | 美国（USA） · Brad Parks · Randy Snow           | 法国（FRA） · Thierry Caillier · Laurent Giammartini | 德国（GER） · Stefan Bitterauf · Kai Schramayer       |
| 1996年亚特兰大   | 美国（USA） · Stephen Welch · Vance Parmelly    | （AUS） · 戴维·霍尔 · Mick Connell                   | 荷兰（NED） · Ricky Molier · Eric Stuurman            |
| 2000年悉尼       | 荷兰（NED） · Ricky Molier · Robin Ammerlaan    | （AUS） · David Johnson · 戴维·霍尔                  | 美国（USA） · Stephen Welch · Scott Douglas           |
| 2004年雅典       | 日本（JPN） · 国枝慎吾 · 斎田悟司               | 法国（FRA） · Michaël Jérémiasz · Lahcen Majdi       | （AUS） · Anthony Bonaccurso · 戴维·霍尔              |
| 2008年北京       | 法国（FRA） · 斯特凡纳·乌代 · Michaël Jérémiasz | 瑞典（SWE） · 斯特凡·奥尔松 · 彼得·维克斯特伦        | 日本（JPN） · 国枝慎吾 · 斎田悟司                     |
| 2012年伦敦       | 瑞典（SWE） · 斯特凡·奥尔松 · 彼得·维克斯特伦   | 法国（FRA） · Frédéric Cattanéo · Nicolas Peifer     | 法国（FRA） · 斯特凡纳·乌代 · Michaël Jérémiasz       |
| 2016年里约热内卢 | 法国（FRA） · 斯特凡纳·乌代 · Nicolas Peifer    | 英国（GBR） · 阿尔菲·休伊特 · 戈登·里德              | 日本（JPN） · 国枝慎吾 · 斎田悟司                     |
| 2020年东京       | 法国（FRA） · 斯特凡纳·乌代 · Nicolas Peifer    | 英国（GBR） · 阿尔菲·休伊特 · 戈登·里德              | 荷兰（NED） · Tom Egberink · 迈克尔·舍费尔斯          |
| 2024年巴黎       | 英国（GBR） · 阿尔菲·休伊特 · 戈登·里德         | 日本（JPN） · 三木拓也 · 小田凯人                    | 西班牙（ESP） · 丹尼尔·卡韦尔扎斯基 · 马丁·德拉普恩特 |

### 女子双打
| 比赛年           | 金牌                                                                 | 银牌                                                    | 铜牌                                                 |
| 1992年巴塞罗那   | 荷兰（NED） · Monique van den Bosch · Chantal Vandierendonck         | 美国（USA） · Nancy Olson · Lynn Seidemann              | 法国（FRA） · Oristelle Marx · Arlette Racineux      |
| 1996年亚特兰大   | 荷兰（NED） · Chantal Vandierendonck · Monique Kalkman-van den Bosch | 美国（USA） · Hope Lewellen · Nancy Olson               | 法国（FRA） · Oristelle Marx · Arlette Racineux      |
| 2000年悉尼       | 荷兰（NED） · Maaike Smit · Esther Vergeer                           | （AUS） · Branka Pupovac · Daniela Di Toro              | 德国（GER） · Christine Otterbach · Petra Sax-Scharl |
| 2004年雅典       | 荷兰（NED） · Maaike Smit · Esther Vergeer                           | 泰国（THA） · Sakhorn Khanthasit · Ratana Techamaneewat | 瑞士（SUI） · Sandra Kalt · Karin Suter-Erath        |
| 2008年北京       | 荷兰（NED） · Korie Homan · Sharon Walraven                          | 荷兰（NED） · Jiske Griffioen · Esther Vergeer          | 法国（FRA） · Florence Gravellier · Arlette Racineux |
| 2012年伦敦       | 荷兰（NED） · Marjolein Buis · Esther Vergeer                        | 荷兰（NED） · Jiske Griffioen · 阿妮克·范库特           | 英国（GBR） · Lucy Shuker · Jordanne Whiley          |
| 2016年里约热内卢 | 荷兰（NED） · Jiske Griffioen · 阿妮克·范库特                        | 荷兰（NED） · Marjolein Buis · 迪德·德赫罗特            | 英国（GBR） · Lucy Shuker · Jordanne Whiley          |
| 2020年东京       | 荷兰（NED） · 迪德·德赫罗特 · 阿妮克·范库特                          | 英国（GBR） · Lucy Shuker · Jordanne Whiley             | 日本（JPN） · 上地结衣 · 大谷桃子                    |
| 2024年巴黎       | 日本（JPN） · 田中愛美 · 上地结衣                                    | 荷兰（NED） · 阿妮克·范库特 · 迪德·德赫罗特             | 中国（CHN） · 王紫莹 · 郭珞瑶                        |

### 四肢组双打
| 比赛年           | 金牌                                        | 银牌                                          | 铜牌                                            |
| 2004年雅典       | 美国（USA） · Nicholas Taylor · 戴维·瓦格纳 | 英国（GBR） · Mark Eccleston · Peter Norfolk  | 荷兰（NED） · Monique de Beer · Bas van Erp     |
| 2008年北京       | 美国（USA） · Nicholas Taylor · 戴维·瓦格纳 | 以色列（ISR） · Boaz Kramer · Shraga Weinberg | 英国（GBR） · Jamie Burdekin · Peter Norfolk    |
| 2012年伦敦       | 美国（USA） · Nicholas Taylor · 戴维·瓦格纳 | 英国（GBR） · 安迪·拉普索恩 · Peter Norfolk   | 以色列（ISR） · Noam Gershony · Shraga Weinberg |
| 2016年里约热内卢 | （AUS） · 迪伦·奥尔科特 · 希思·戴维森       | 美国（USA） · Nicholas Taylor · 戴维·瓦格纳   | 英国（GBR） · 安迪·拉普索恩 · Peter Norfolk     |
| 2020年东京       | 荷兰（NED） · 萨姆·施罗德 · 尼尔斯·芬克     | （AUS） · 迪伦·奥尔科特 · 希思·戴维森         | 日本（JPN） · 諸石光照 · 菅野浩二               |
| 2024年巴黎       | 荷兰（NED） · 萨姆·施罗德 · 尼尔斯·芬克     | 英国（GBR） · 安迪·拉普索恩 · 格雷戈里·斯莱德 | 南非（RSA） · 唐纳德·兰帕迪 · 卢卡斯·西索尔     |